# RPP30
RPP30 (англ. Ribonuclease P/MRP subunit p30) – білок, який кодується однойменним геном, розташованим у людей на короткому плечі 10-ї хромосоми. Довжина поліпептидного ланцюга білка становить 268 амінокислот, а молекулярна маса — 29 321.
| 10         |  | 20         |  | 30         |  | 40         |  | 50         |
| ---------- |  | ---------- |  | ---------- |  | ---------- |  | ---------- |
| MAVFADLDLR |  | AGSDLKALRG |  | LVETAAHLGY |  | SVVAINHIVD |  | FKEKKQEIEK |
| PVAVSELFTT |  | LPIVQGKSRP |  | IKILTRLTII |  | VSDPSHCNVL |  | RATSSRARLY |
| DVVAVFPKTE |  | KLFHIACTHL |  | DVDLVCITVT |  | EKLPFYFKRP |  | PINVAIDRGL |
| AFELVYSPAI |  | KDSTMRRYTI |  | SSALNLMQIC |  | KGKNVIISSA |  | AERPLEIRGP |
| YDVANLGLLF |  | GLSESDAKAA |  | VSTNCRAALL |  | HGETRKTAFG |  | IISTVKKPRP |
| SEGDEDCLPA |  | SKKAKCEG   |  |            |  |            |  |            |

A: Аланін

C: Цистеїн

D: Аспарагінова кислота

E: Глутамінова кислота

F: Фенілаланін

G: Гліцин

H: Гістидин

I: Ізолейцин

K: Лізин

L: Лейцин

M: Метіонін

N: Аспарагін

P: Пролін

Q: Глутамін

R: Аргінін

S: Серин

T: Треонін

V: Валін

Кодований геном білок за функціями належить до гідролаз, фосфопротеїнів. 
Задіяний у таких біологічних процесах, як процесинг тРНК, ацетилювання, альтернативний сплайсинг. 
Локалізований у ядрі.